# Yann Karamoh
Yann Karamoh (Abiyán, Costa de Marfil, 8 de julio de 1998) es un futbolista francés. Juega de centrocampista.

## Clubes
| Club                                | País    | Año       |
| ----------------------------------- | ------- | --------- |
| S. M. Caen                          | Francia | 2015-2017 |
| Inter de Milán                      | Italia  | 2017-2020 |
| F. C. Girondins de Burdeos (cedido) | Francia | 2018-2019 |
| Parma Calcio 1913 (cedido)          | Italia  | 2019-2020 |
| Parma Calcio 1913                   | Italia  | 2020-2022 |
| Fatih Karagümrük S. K. (cedido)     | Turquía | 2021-2022 |
| Torino F. C.                        | Italia  | 2022-2025 |
| Montpellier H. S. C. (cedido)       | Francia | 2024      |